# Занако
«Занако» (англ. «Zanaco»; Zambia National Commercial Bank) — замбийский футбольный клуб из Лусаки. Выступает в Премьер-лиге Замбии. Домашние матчи проводит на стадионе «Сансет Стэйдиум», вмещающем 20 000 зрителей.

## История
«ЗАНАКО» является одним из лидеров замбийского футбола начала XXI века. Столичная команда пять раз (2002, 2003, 2005, 2006, 2009) становилась чемпионом страны и по разу — обладателем Кубка Вызова (2006) и Кубка Замбии (2002). Помимо этого, «ЗАНАКО» дважды выигрывал «бронзу» (2000, 2004) чемпионата и один раз «серебро» (2001).

## Достижения
- Победитель Премьер-лиги — 7 (2002, 2003, 2005, 2006, 2009, 2012, 2016)
- Серебряный призёр Премьер-Лиги — 1 (2001)
- Бронзовый призёр Премьер Лиги — 2 (2000, 2004)
- Обладатель Кубка Замбии — 1 (2002)
- Обладатель Кубка Вызова — 3 (1987, 1988, 2006)